# آرتی‌اکس کورپوریشن
آرتی‌اکس کورپوریشن (به انگلیسی: RTX Corporation) یک شرکت خوشه‌ای چندملیتی آمریکایی است که مقر آن در والتهام، ماساچوست قرار دارد. این کورپوریشن از لحاظ درآمد و سرمایه بازار یکی از بزرگ‌ترین تولیدکنندگان تجهیزات هوافضایی و دفاعی در جهان است.
این شرکت در زمینه پژوهش، توسعهٔ فناوری و تولید محصولات پیشرفته در صنعت هوافضا و صنایع دفاعی، از جمله موتور هواپیما، سامانه‌ها و ساختارهای هوایی، امنیت سایبری، موشک‌ها، سامانه‌های دفاع هوایی و هواپیماهای بدون سرنشین فعالیت می‌کند. این شرکت همچنین یک پیمانکار بزرگ نظامی است و بخش چشمگیری از درآمد خود را از دولت ایالات متحده آمریکا به‌دست می‌آورد.
این شرکت دارای چهار شرکت تابعه است: کالینز اروسپیس، پرت اند ویتنی، ریتیان اینتلیجنس اند اسپیس و ریتیان میسلز اند دیفنس.